# Tapinoma sessile

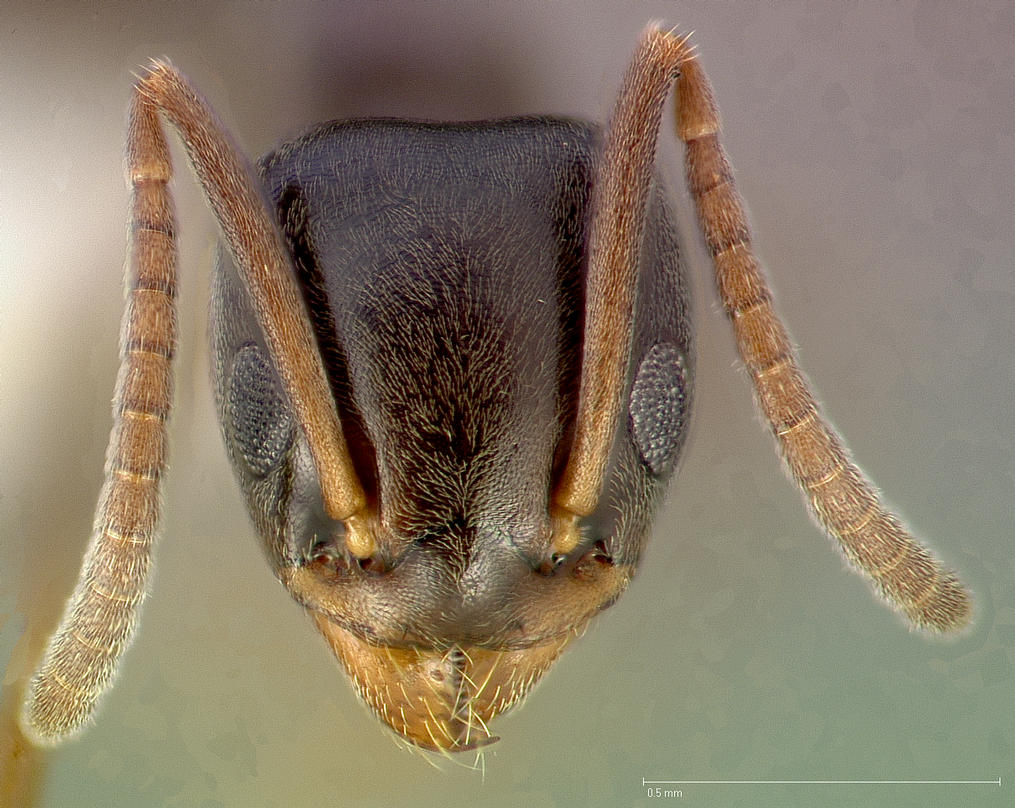
Голова рабочего

Tapinoma sessile (лат.) — вид мелких муравьёв рода Tapinoma из подсемейства долиходерины. Рабочие буровато-чёрного цвета, имеют длину в диапазоне от 2 до 3 мм. Один из самых широко распространённых в Северной Америке видов муравьёв. Часто встречается в домах, портит продукты. Из-за резкого запаха, выделяемого при раздавливании получил местное название The odorous house ant («Пахучий домашний муравей»).

## Распространение
Встречается в Северной Америке от Канады до Мексики и практически на всей территории США. Он редко встречается в пустынных районах. Указание для Дальнего Востока имеет отношение к виду Tapinoma sinense.

## Описание
Мелкие муравьи с телом средней длины — рабочие в диапазоне от 2 до 3 мм, матки и самцы около 4 мм. Основная окраска тела от коричневой до чёрной, ноги, особенно голени и лапки, светлее. Усики рабочих и самок состоят из 12 сегментов (у самцов из 13), которые утолщаются к вершине. Скапус превышает границу головы. Брюшко безволосое, в задней части имеет характерное для долиходерин щелевидное отверстие. Стебелёк состоит из одного сегмента петиоля, который обычно не виден из-за нависающего над ним брюшка. Жало отсутствует.
Этот вид чрезвычайно адаптивен, гнёзда располагаются в самых разных местах обитания, а место гнездования часто меняется. Численность населения гнёзд меняется в зависимости от возраста (от 2 000 до 10 000 рабочих) и содержат несколько маток. Выводок находится в гнёздах с апреля по сентябрь. Репродуктивные особи находятся в гнёздах с мая по октябрь, вылеты происходят в июне-июле. Этот вид добывает пищу поодиночке с троп и активен как днём, так и ночью. Они опекают различных Homoptera и питаются мёртвыми насекомыми или соками разлагающихся фруктов и овощей. Их сильно привлекают сладкие вещества. Это обычный домашний муравей.
Время развития потомства меняется в зависимости от сезона. Инкубация яйца длится 11—26 дней, личиночная стадия длится 13—29 дней, а куколка — 10—24 дня. Половые особи (крылатые самцы и самки) производятся только в колониях возрастом не менее четырех-пяти лет. Спаривание может происходить внутри гнезда или поблизости. Колонии размножаются делением, когда одна или несколько плодовитых самок в сопровождении многочисленных рабочих покидают родительскую колонию, находят новое гнездо и создают новую колонию. Одиночные осеменённые матки после брачных полётов также могут создавать новые колонии самостоятельно.

### Муравейники
Tapinoma sessile легко приспосабливаются и способны устраивать муравейники в различных средах от песчаных пляжей до открытых полей, лесов, болот и домов. Снаружи домов он обычно гнездится в почве под любыми предметами, включая камни, брёвна, бетонные блоки и упавшие ветви. Гнездится также под корой брёвен и пней, в дуплах растений, кучах мусора, под мульчей на клумбах, в гнёздах птиц и животных. Эти муравьи очень мобильны и часто покидают гнёзда пи нарушении условий обитания.

### Генетика
Цитогенетические исследования показали, что гаплоидный хромосомный набор T. sessile равен n=8 (самцы), а диплоидный 2n=16 (рабочие и матки).

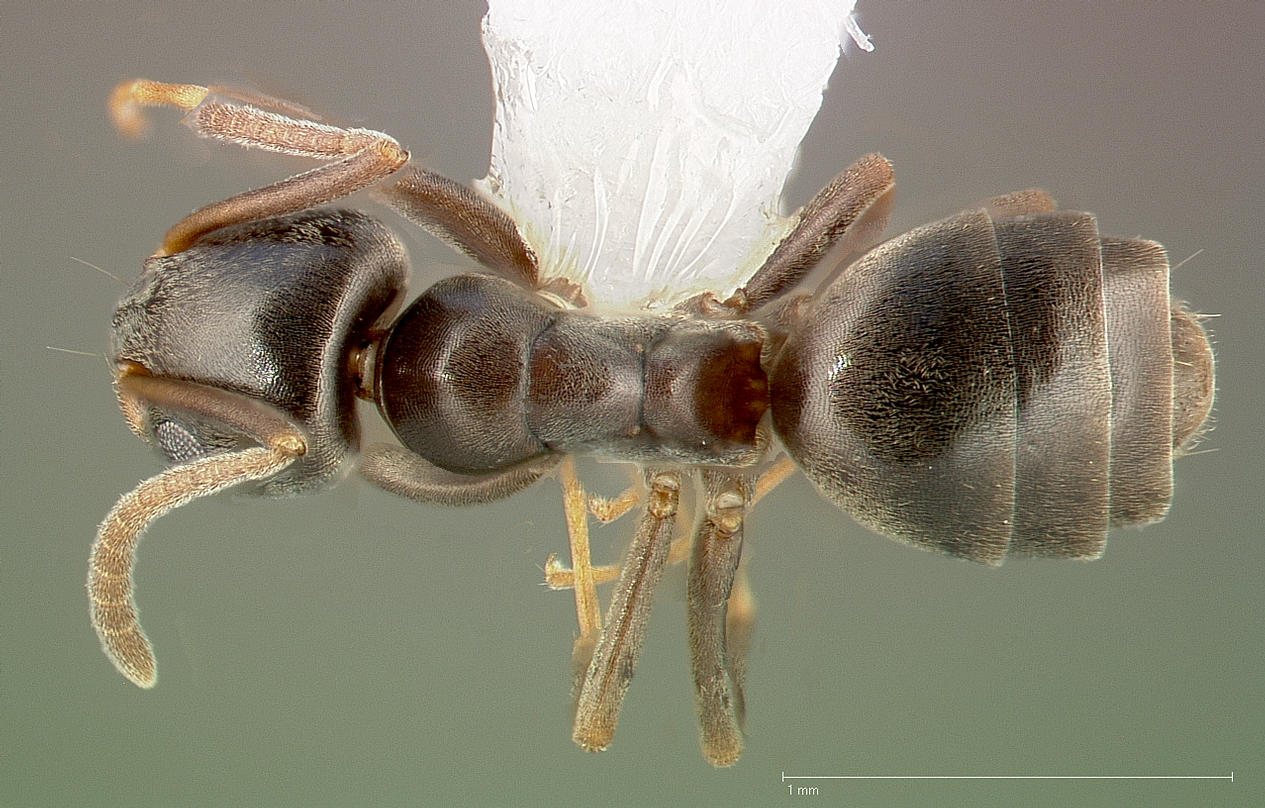
Рабочий сверху
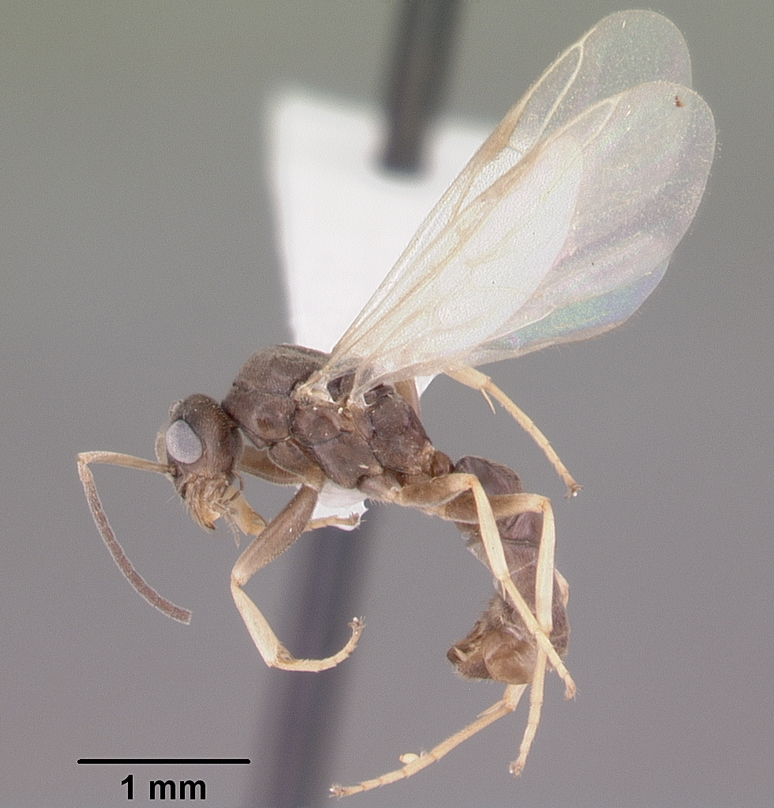
Самец
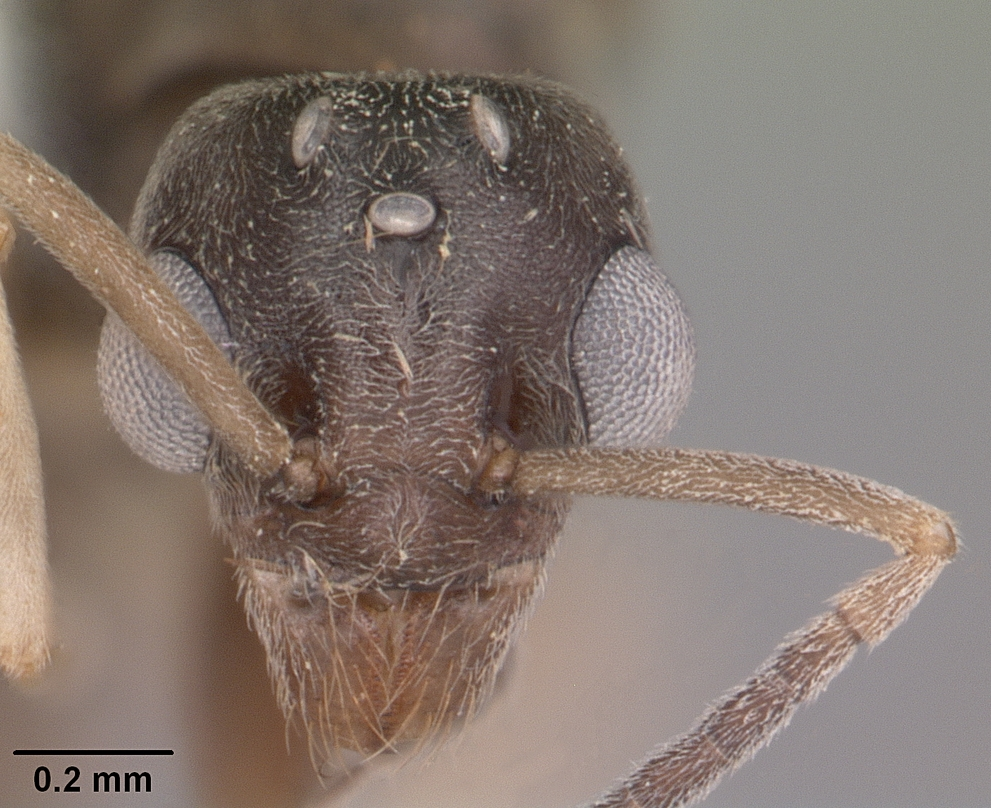
Голова самца
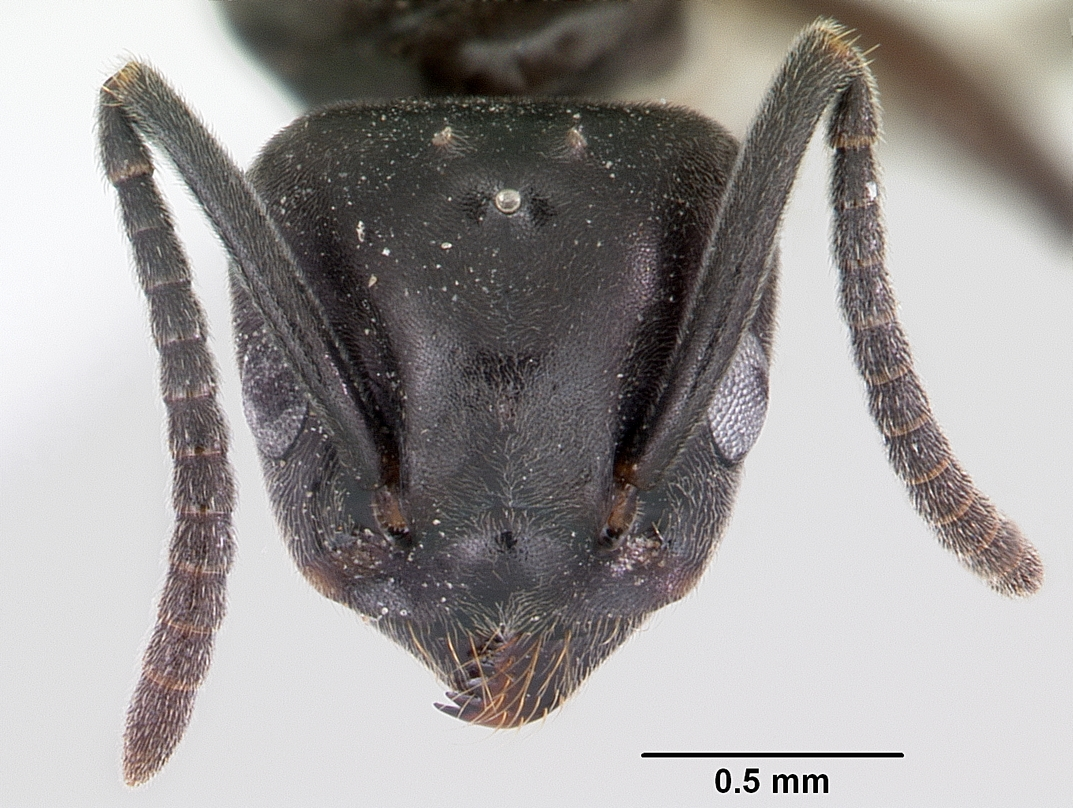
Голова самки
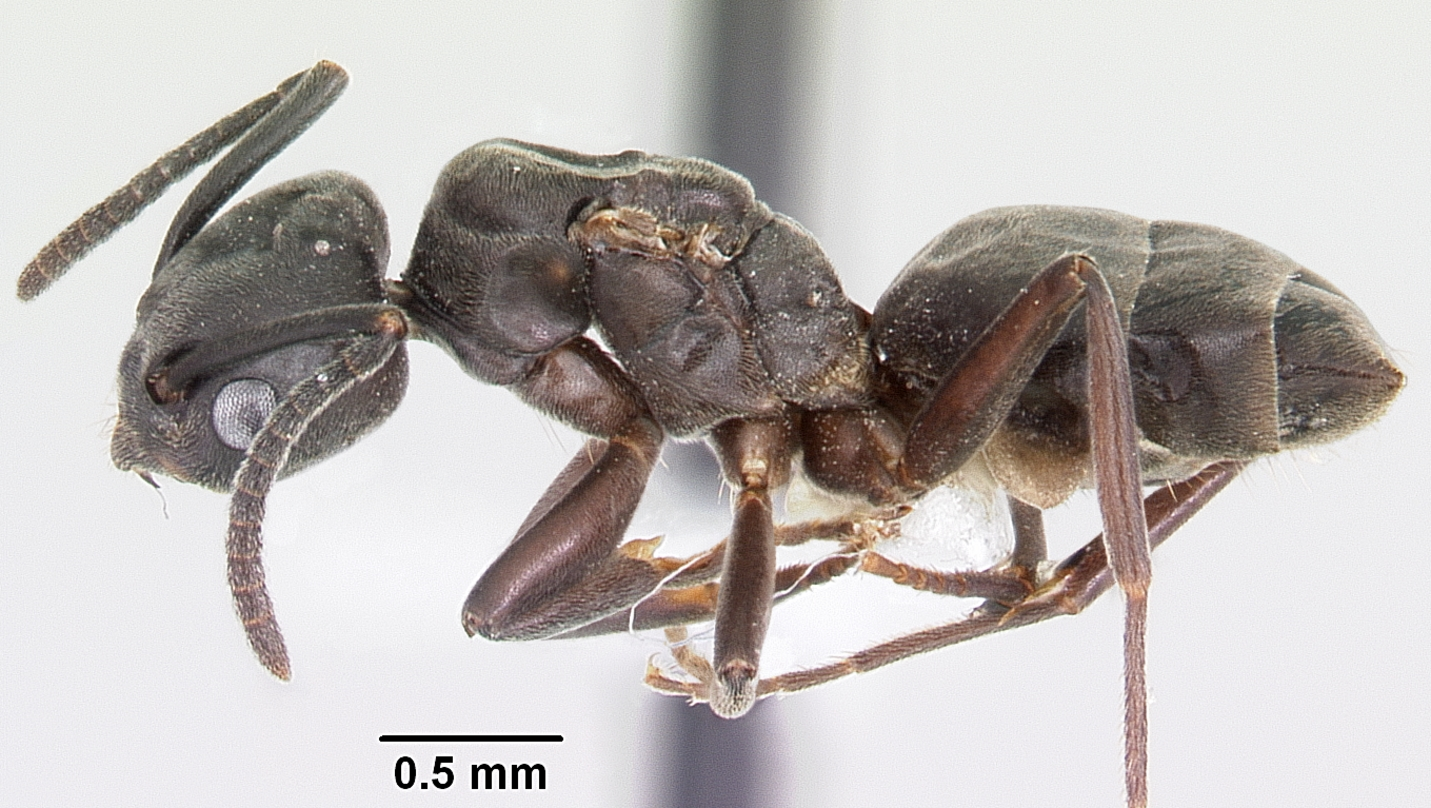
Самка сбоку
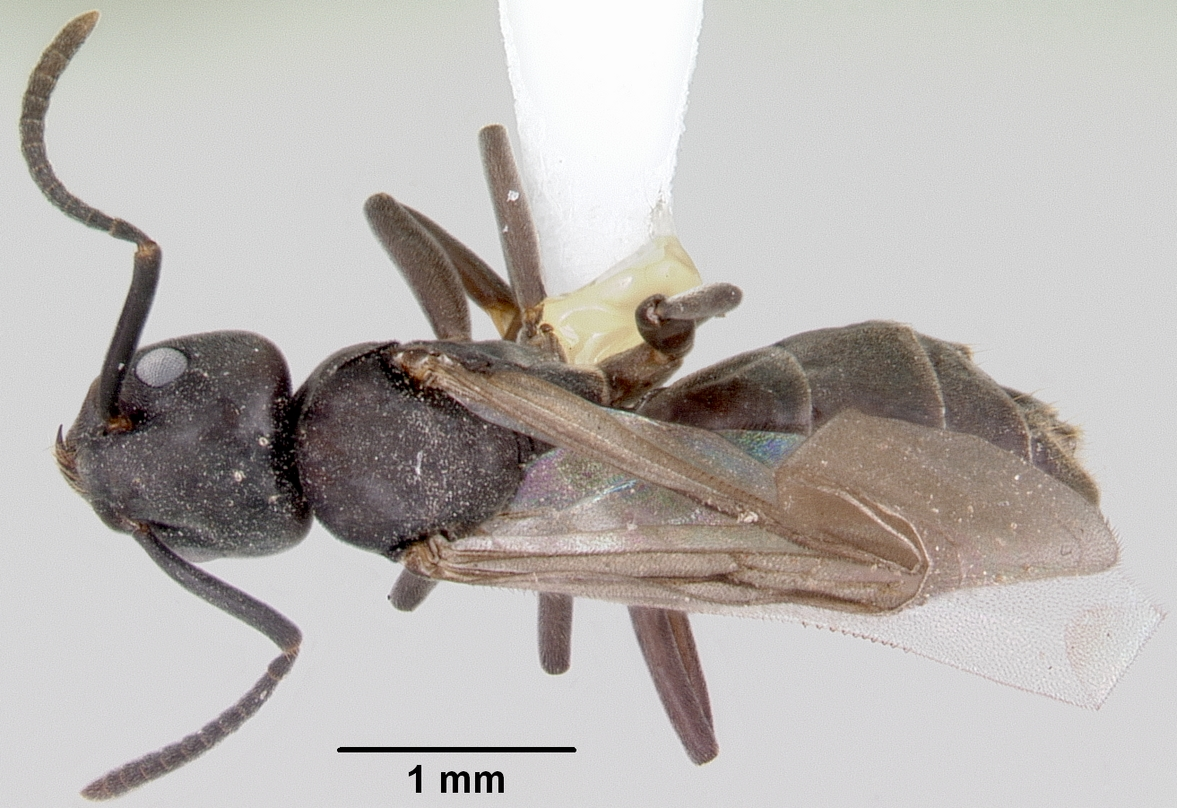
Самка сверху

## Значение и борьба
Часто встречается в домах, где портит продукты, прежде всего сладкие, а также сырое и варёное мясо, варёные овощи, фруктовые соки, молочные продукты, выпечку. Для борьбы с муравьями важно провести обследование внутри и снаружи, чтобы найти все гнёзда. Колонии, живущие внутри помещений в пустотах в стенах, обрабатывают путём введения инсектицида в виде аэрозоля в трещины вокруг плинтусов, шкафов, дверных рам, а также вокруг электрических выключателей и вилок. Гнёзда, найденные на улице, также заливают инсектицидом. Когда вокруг фундамента здания появляются многочисленные муравьи, обработка периметра инсектицидом необходима, так как может отпугнуть рабочих, собирающих пищу, и предотвратить их повторное заражение конструкции. Приманки, содержащие аттрактант на основе белка или сахара, могут быть эффективны, когда гнездо недоступно.

## Этимология
Научное видовое название T. sessile происходит от латинского слова sessile, которое означает «сидячий», что относится к брюшку, сидящему непосредственно на вершине петиоля. Общие народные названия «пахучий домашний муравей» («odorous house ant») и иногда также «кокосовый муравей» («coconut ant») происходят от запаха, который муравьи выделяют при раздавливании, который очень похож на резкий запах гниющего кокоса, голубого сыра с плесенью или скипидара и вызван наличием метил-кетонов.

## Таксономия
Вид был впервые описан в 1836 году американским энтомологом Томасом Сэем в журнале Boston Journal of Natural History под названием Formica sessilis по рабочим и самкам. В 1858 году британский энтомолог Ф.Смит впервые перенёс его в состав рода Tapinoma, а 1886 году австрийский натуралист Густав Майр исправил его видовое название Tapinoma sessilis на более верное по падежному окончанию на Tapinoma sessile. Самцы были впервые описаны в 1895 году итальянскими мирмекологом Карлом Эмери. Кроме того, было описано несколько синонимов.